# Geophilus trichopus
Geophilus trichopus är en mångfotingart som beskrevs av Muralewicz 1926. Geophilus trichopus ingår i släktet Geophilus och familjen storjordkrypare. Inga underarter finns listade i Catalogue of Life.